# Терьян-Корганова, Елена Иосифовна
Елена Иосифовна Терьян-Корганова, настоящее имя Эгинэ Овсеповна Терьян-Корганян (1864, Тифлис, Российская империя — 25 марта 1937, Ницца, Франция) — оперная и камерная певица (лирико-драматическое сопрано, меццо-сопрано), вокальный педагог. Сестра певиц Н. Коргановой (Дариали) и М. Коргановой (Светадзе), певцов И. Корганова и К. Корганова, композитора и пианиста Г. Корганова.

## Биография
Музыкальное образование получила в Петербурге и Париже. Затем совершенствовала вокал в Италии.
Пела на театральных сценах Европы, преимущественно в Италии. Обладала красивым, хорошо обработанным, редким по диапазону голосом, художественно-артистическим дарованием и высокой культурой исполнения. В России дебютировала в роли Розины («Севильский цирюльник») в 1884 году в Петербурге.
Весной 1894 года аккомпанировала на пианино Ф. И. Шаляпину, который давал сольный благотворительный концерт в поддержку пострадавших от засухи в Карсе и Ереване.
```
«Устраиваемый завтра в казенном театре 
вокально-музыкальный вечер с участием
г-жи Терьян-Коргановой, гг. Коваленского,
Шаляпина и др., дается в пользу арм.
благотворительного общества, которое на
собранную в этом вечере сумму имеет в виду
оказать помощь пострадавшим от неурожая
в Карской и Эрив. губ.»

```

21 ноября 1900 года в Киеве, в составе труппы князя Алексея Церетели, исполняла партию Ярмилии в опере «Лесной царь» композитора и дирижёра Вячеслава Сука. Либретто оперы написал И. Фриченг на сюжет чешской поэмы «Май» (чеш. Máj, 1836) Карела Маха.
В начале 1900-х годов принимала участие в качестве разового гастролёра в спектаклях русской оперы, организованных в Кишиневе антрепренёром Г. Я. Шейном.
Совместно с оперной певицей Елизаветой Декановой исполняла в 1900 году отрывки из оперы «Антоний и Клеопатра» С. В. Юферова.
В 1904 году оставила оперную сцену. Как камерная певица неоднократно выступала в концертах, в том числе с братом — композитором и пианистом Генарием Коргановым. Оставив сцену, занялась преподавательской деятельностью. Являлась профессором Музыкально-драматического училища Московского филармонического общества, затем преподавала в Санкт-Петербургской консерватории. После 1917 года уехала из России в Париж. Преподавала в русской консерватории им. С. Рахманинова в Париже.
Партнёры по сцене: М. Баттистини, А. Мазини, Я. М. и Э. Решке, Варвара Страхова, Елизавета Деканова, Сергей Волгин, Вера Леминская.
Среди учеников: Ксения Держинская, Елена Катульская, Александра Матова, Мария Аллина, Годовская, Пасхалова, Ольга Пыжова.
Скончалась 25 марта 1937 года во Франции. Похоронена на русском православном кладбище Кокад в Ницце.

## Семья
- Отец — Корганов Осип
- Сестра — Нина Иосифовна Корганова, оперная и камерная певица, вокальный педагог;
- Сестра — Мария Иосифовна Корганова (сценический псевдоним Светаде), оперная и камерная певица, вокальный педагог;
- Брат — Иван Осипович Корганов (настоящие имя и фамилия Ованес Корганян), камерный певец (тенор);
- Брат — Константин Осипович Корганов (настоящая фамилия Корганян, сценический псевдоним Терский), камерный певец (баритон) и артист оперетты;
- Брат — Генарий Осипович Корганов, композитор и пианист.

## Репертуар
Оперные партии
- Розина — «Севильский цирюльник» Россини,
- Кармен — «Кармен» Бизе,
- Амнерис — «Аида» Верди,
- Сантуцца — «Сельская честь» Масканьи,
- Виолетта — «Травиата» Верди,
- Ярмилия — «Лесной царь» Сука.

Камерные произведения
На концертах исполняла романсы П. И. Чайковского и А. Г. Рубинштейна.

## Признание
Максим Горький в своём романе «Фома Гордеев» назвал Терьян-Корганову в числе самых знаменитых артистов России.